# Santa Maria delle Grazie (Acireale)
Santa Maria delle Grazie (Madonna a Razia in siciliano) è una frazione del comune di Acireale, nella Città metropolitana di Catania. Si trova nell'immediata periferia a sud della città, sulla strada per Catania.

## Storia
Originariamente detta Gazzena, dal latino medievale Gaium o Gazum (selva), è ancora oggi conosciuta anche con questo nome. L'etimologia denuncia come l'odierno borgo sia sorto in una zona un tempo occupata da foreste. L'origine dell'insediamento umano nell'area risale alla fondazione di Aquilia (poi detta Vetere) dopo il terremoto del 1169 che distrusse l'insediamento della presunta Xiphonia nei pressi di Capo Mulini.

## Monumenti e luoghi d'interesse

### Architetture religiose
La chiesa parrocchiale risale alla fine degli anni venti del XX secolo ma nel territorio insistono due edifici religiosi notevolmente più antichi: la vecchia è dedicata Chiesa di Santa Maria delle Grazie, sita sulla strada per la borgata di Santa Caterina, è risalente al 1636 e ampliata nel 1843, e la più tarda chiesa dedicata a Nostra Signora dell'Aiuto del 1773. Quest'ultimo edificio sorge approssimativamente sul luogo della chiesa di Sant'Antonio di Padova di Aquilia Vetere, menzionata nel 1571 e conserva opere del pittore Alessandro Vasta.

### Aree naturali
Di interesse naturalistico è il sentiero Acquegrandi che si diparte dalla frazione raggiungendo il mare attraverso il costone lavico della Timpa.

## Infrastrutture e trasporti
Dal 1915 al 1934 la località era servita dalla tranvia Catania-Acireale.